# Nintendo DS (seria)

Logo serii

Nintendo DS – seria przenośnych konsoli do gier produkowana przez japońską firmę Nintendo w latach 2004-2020. Konsole z serii charakteryzowały się posiadaniem dwóch ekranów, nawiązując w ten sposób do konsoli Game & Watch. Ich następcą jest wprowadzona w 2017 roku seria konsol Nintendo Switch.

## Konsole

### Nintendo DS

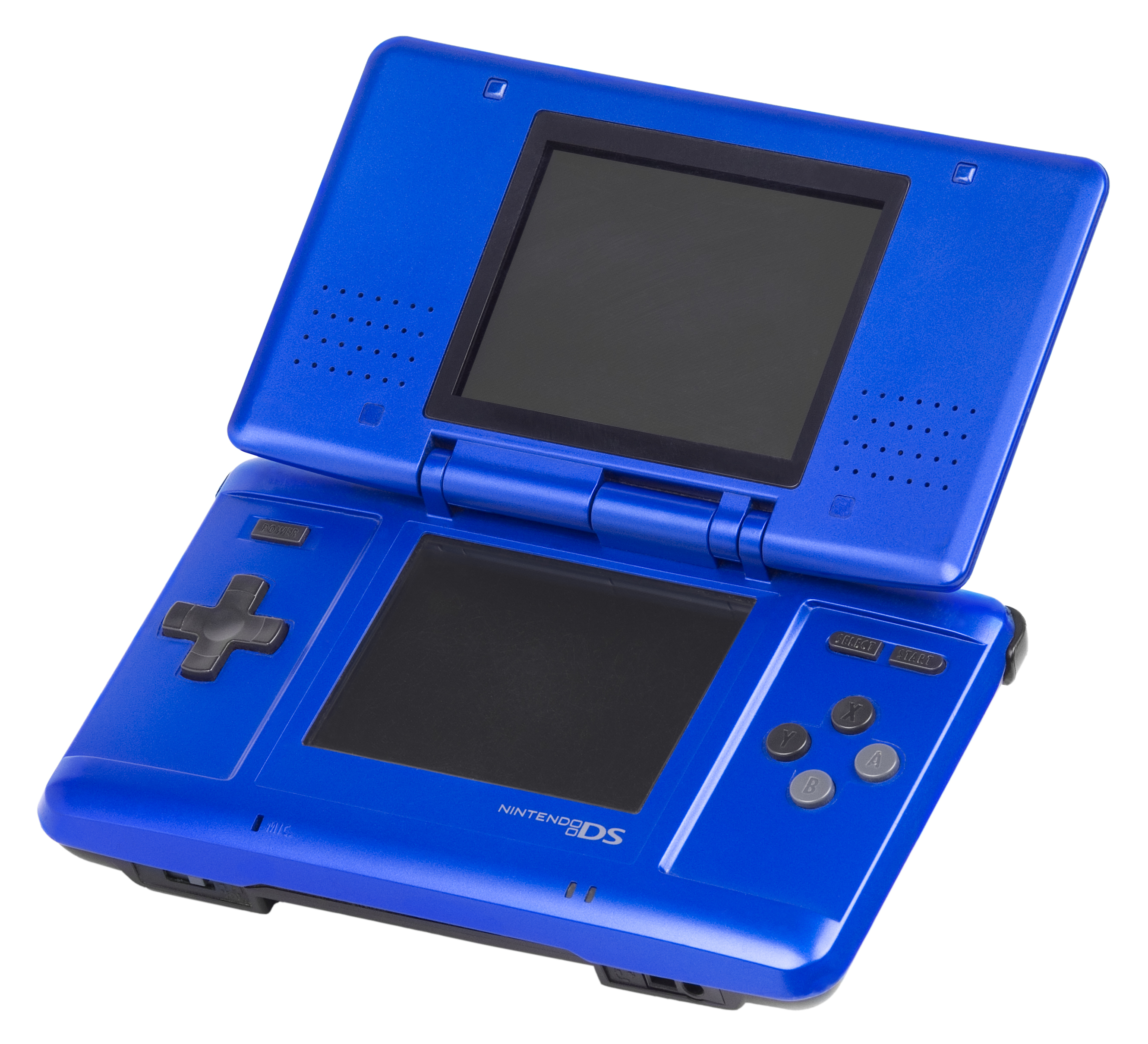
Pierwszy model Nintendo DS

Pierwsza urządzenie z serii, wydane w 2004 roku jako następca konsoli Game Boy Advance. Konsola ma obudowę typu clamshell, podobną do Game Boya Advance SP, a wewnątrz dwa ekrany LCD, z których jeden jest dotykowy. Była to pierwsza konsola Nintendo wydana najpierw w Ameryce Północnej, a nie w Japonii. Urządzenie nosiło pseudonim Nitro, co odzwierciedlone zostało w kodach modeli pojawiających się na jednostce. Nazwa konsoli oficjalnie rozwija się do „Developers’ System” (platforma twórców), co miało stanowić odniesienie do nowych projektów gier, które konsola miała zainspirować oraz „Dual Screen” (podwójny ekran), najbardziej oczywista i wyróżniająca się cecha urządzenia. Pierwszy model konsoli został wycofany ze sprzedaży w 2008 roku, zaś cała seria w 2011. Konsola sprzedała się w liczbie 154 mln egzemplarzy, stając się najlepiej sprzedającą się konsolą przenośną w historii. 

#### Nintendo DS Lite

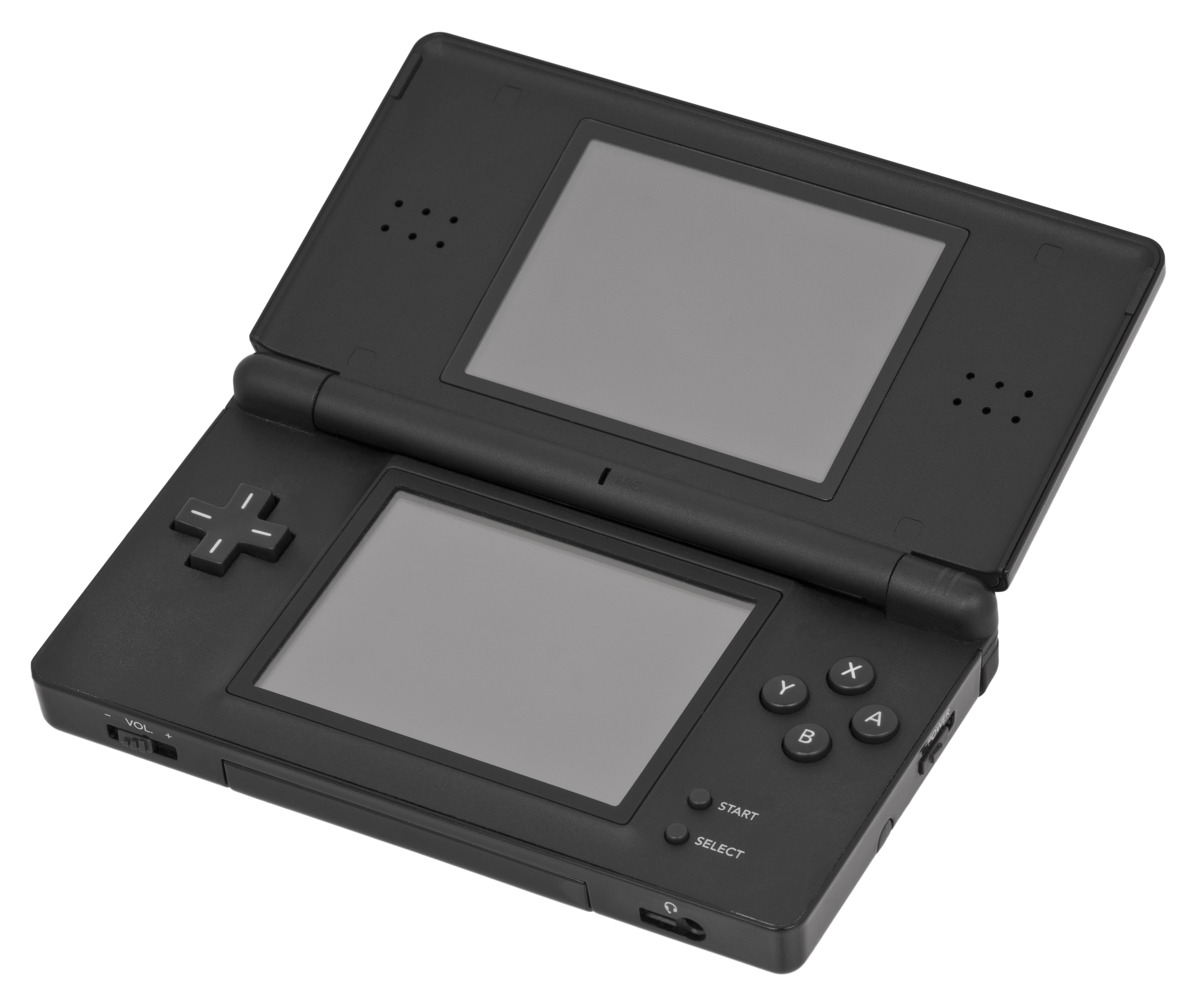
Wersja Lite

Drugi model konsoli, wydany w 2006 roku. DS Lite jest lżejszy i cieńszy od swej poprzedniczki Nintendo DS, a swoją stylistyką przypomina inną konsolę Nintendo – Wii. Konsola została wycofana ze sprzedaży w 2011 roku.

#### Nintendo DSi

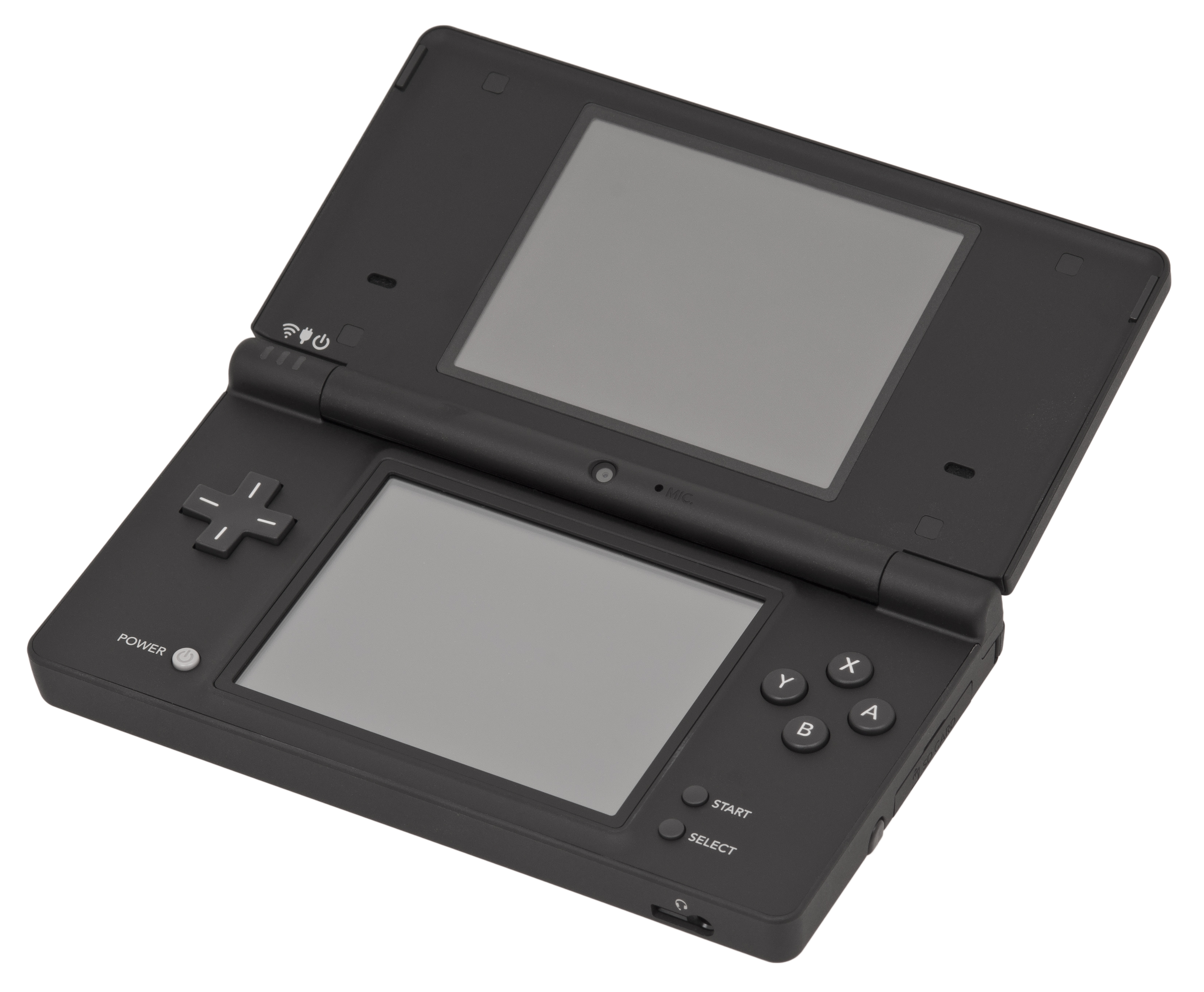
Wersja DSi

Trzecia wersja konsoli Nintendo DS. Po raz pierwszy została zaprezentowana 2 października 2008 roku podczas Konferencji Nintendo w Tokio. Nintendo DSi jest o 12% cieńszy niż Nintendo DS Lite, przy zachowaniu tej samej wagi. Konsola ma wbudowane 2 aparaty fotograficzne o rozdzielczości 0,3 megapiksela. Jeden umieszczony jest na zewnętrznej obudowie, a drugi na zawiasie (widoczny po otwarciu konsoli). Posiada też większe ekrany (3,25 cala, o 0,25 cala większe niż u poprzednika), szybsze procesory, więcej pamięci RAM oraz lepsze głośniki. Suwak zasilania obecny w DS Lite został zastąpiony przyciskiem. Z powodu większego stopnia zużycia energii żywotność baterii jest krótsza niż w przypadku DS Lite. DSi został ponadto pozbawiony kompatybilności wstecznej z poprzednikiem. 

#### Nintendo DSi XL

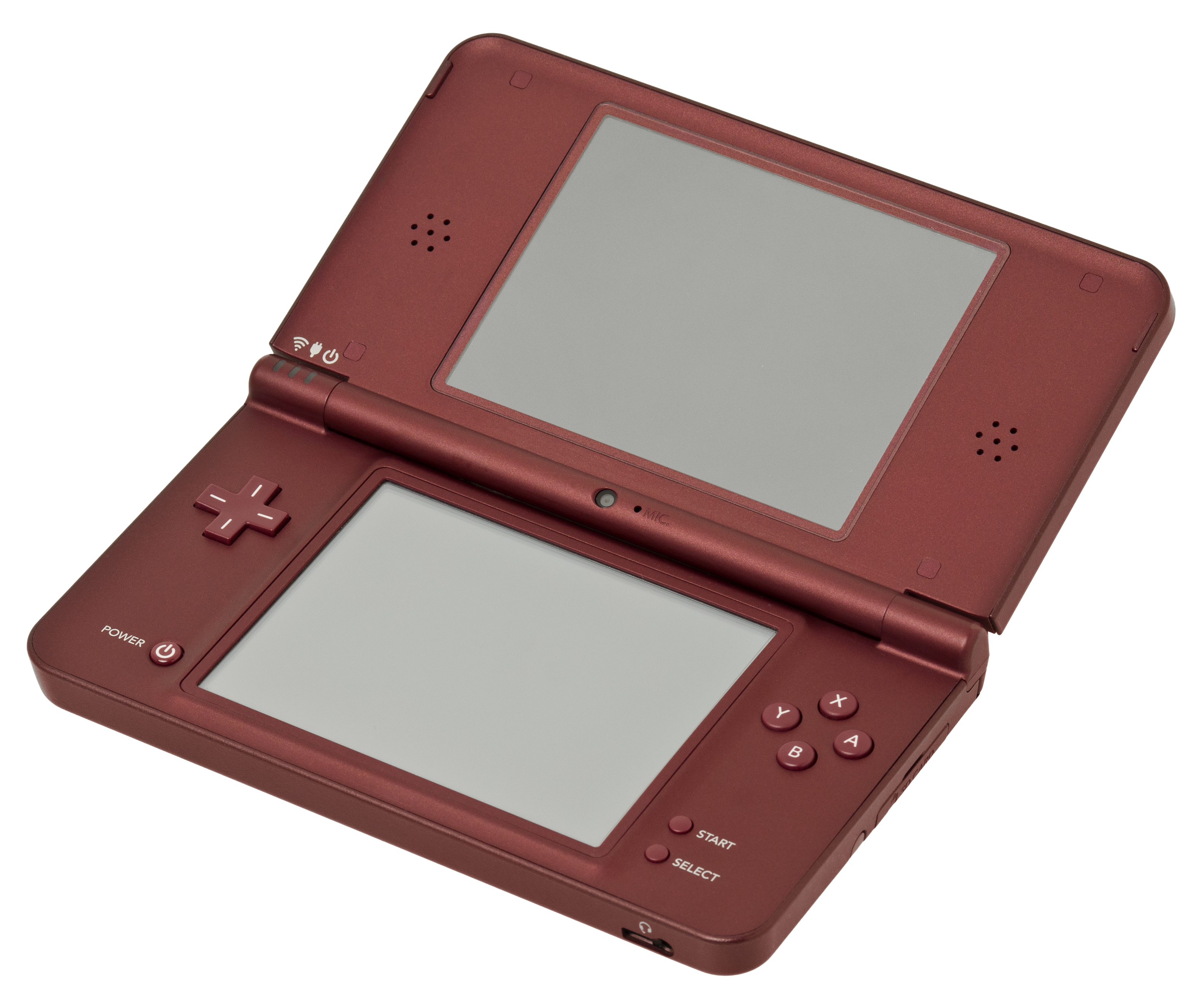
Wersja DSi XL

Nintendo DSi XL, znany w Japonii jako Nintendo DSi LL (jap. ニンテンドーDSi LL Nintendō Dīesuai Eru-Eru) został zapowiedziany 29 października 2009 i wydany 21 listopada w Japonii. Nintendo DSi XL posiada większe wymiary ekranów i samej konsoli niż oryginalne DSi.

## Nintendo 3DS

### Nintendo 3DS

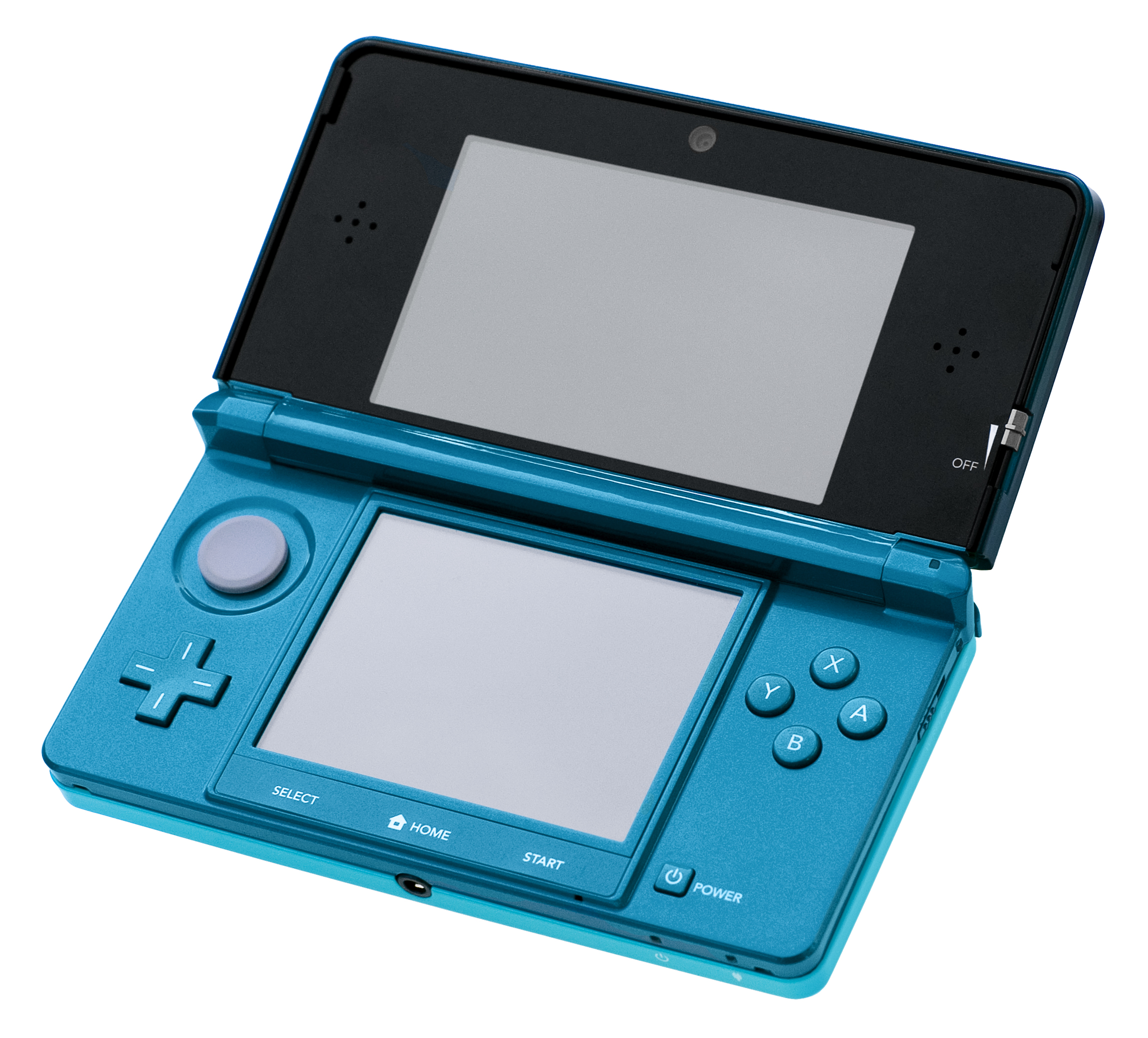
Pierwszy model konsoli

To następca konsoli Nintendo DS. Urządzenie wydano w 2011 roku. Główna róźnice względem poprzednika to obecność dodatkowego drążka analogowe, wsparcie dla Nintendo Network oraz ekran konsoli umożliwiający oglądanie obrazu trójwymiarowego bez konieczności noszenia specjalnych okularów, wykorzystując do tego metodę autostereoskopii. Konsola 3DS sprzedała się w liczbie około 75 mln egzemplarzy, wygrywając z konkurencyjną PlayStation Vitą. Produkcję konsoli zakończono w 2020 roku.

#### Nintendo 3DS XL

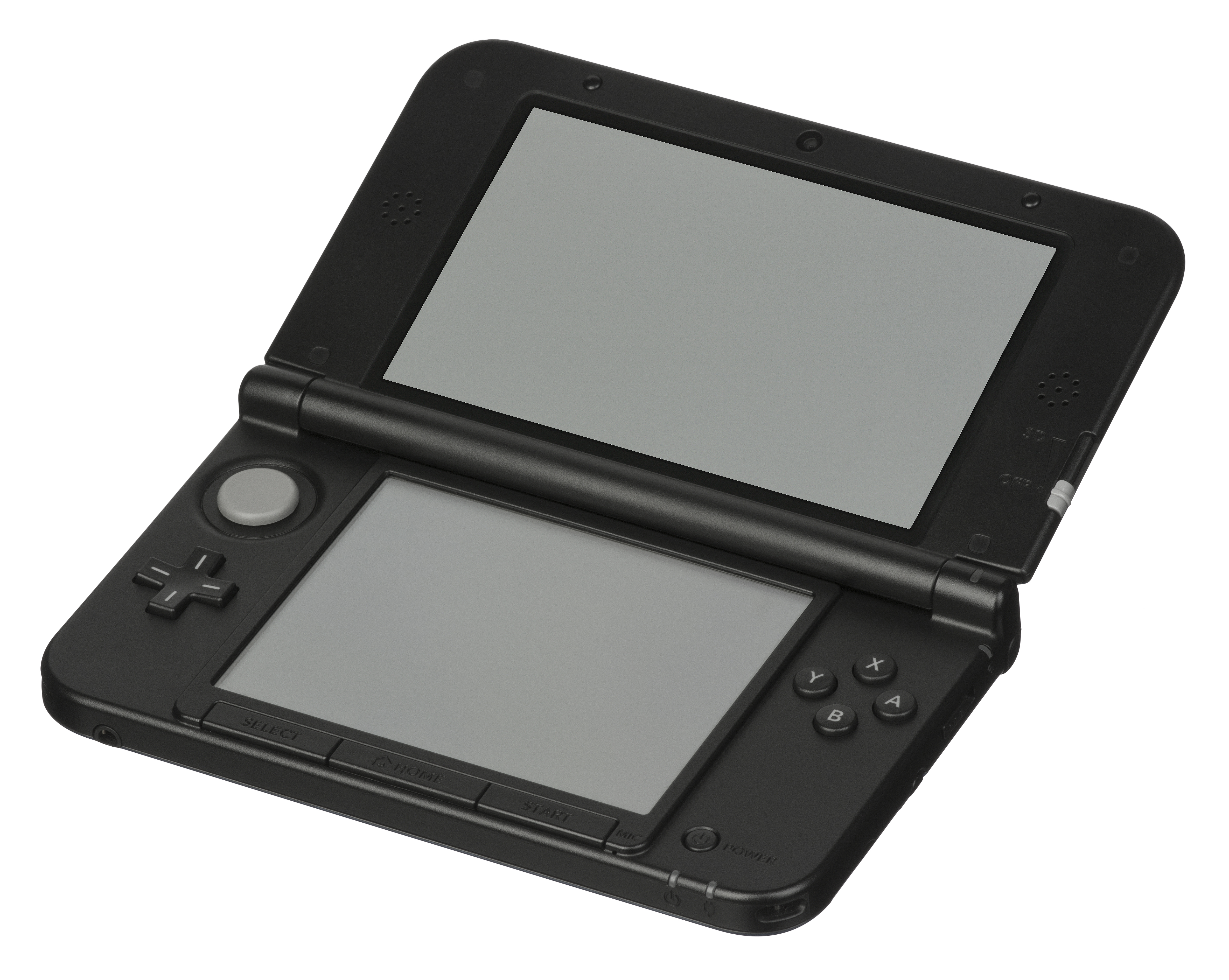
Wersja XL

Podobnie jak w przypadku przejścia z wersji DSi do DSi XL, Nintendo 3DS XL (sprzedawany pod nazwą 3DS LL w Japonii) charakteryzuje się większym ekranem, dłuższą żywotnością baterii i większym rozmiarem obudowy.

#### Nintendo 2DS

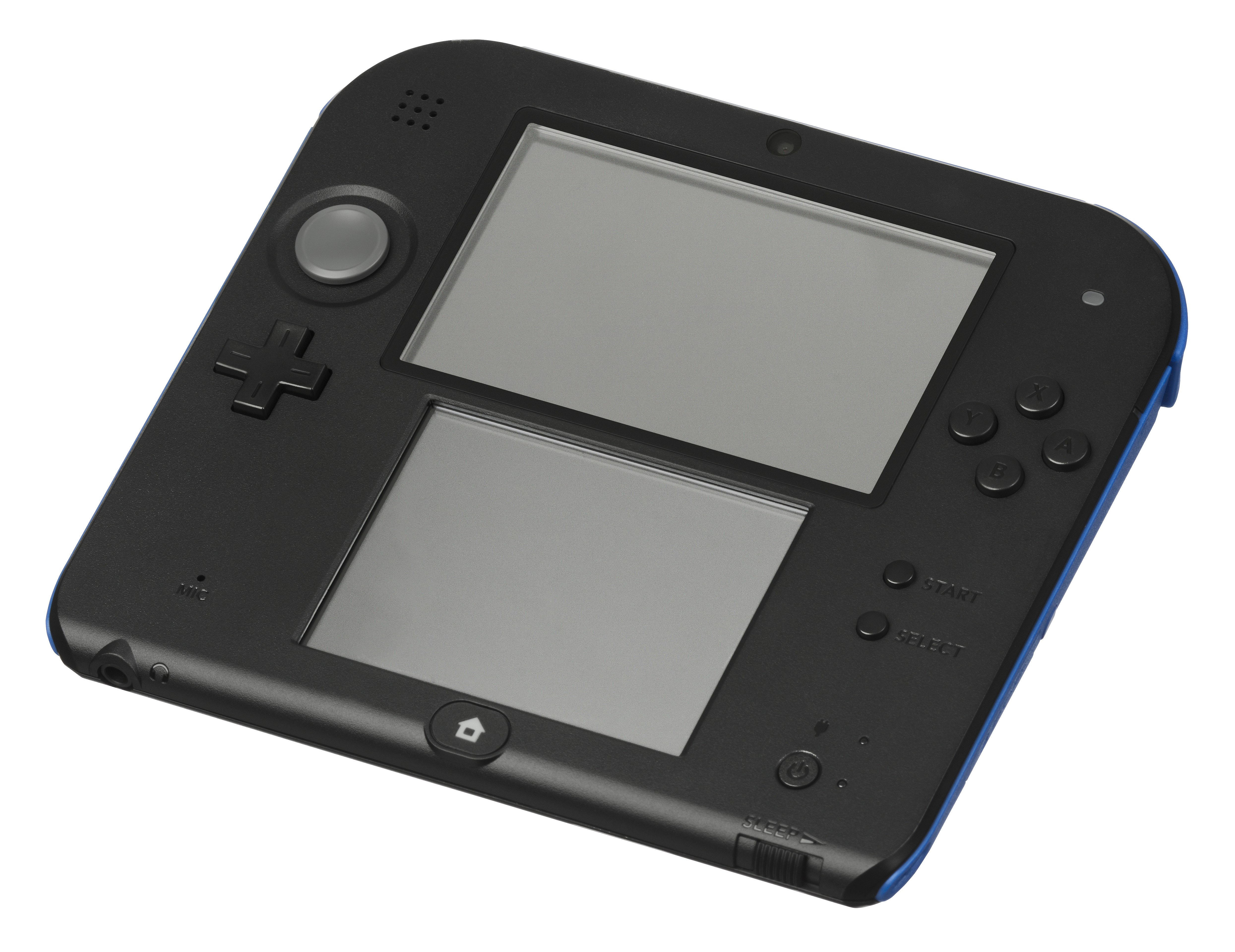
Wersja 2DS

Nintendo 2DS jest ekonomiczną alternatywą dla 3DS-a. Model pojawił się 12 października 2013 roku. Wyświetlacze tego modelu są pozbawione autosteroskopii (nie może generować obrazu 3D),  głośniki są monofoniczne a konsola nie ma zapięcia w postaci klapki.

#### New Nintendo 3DS

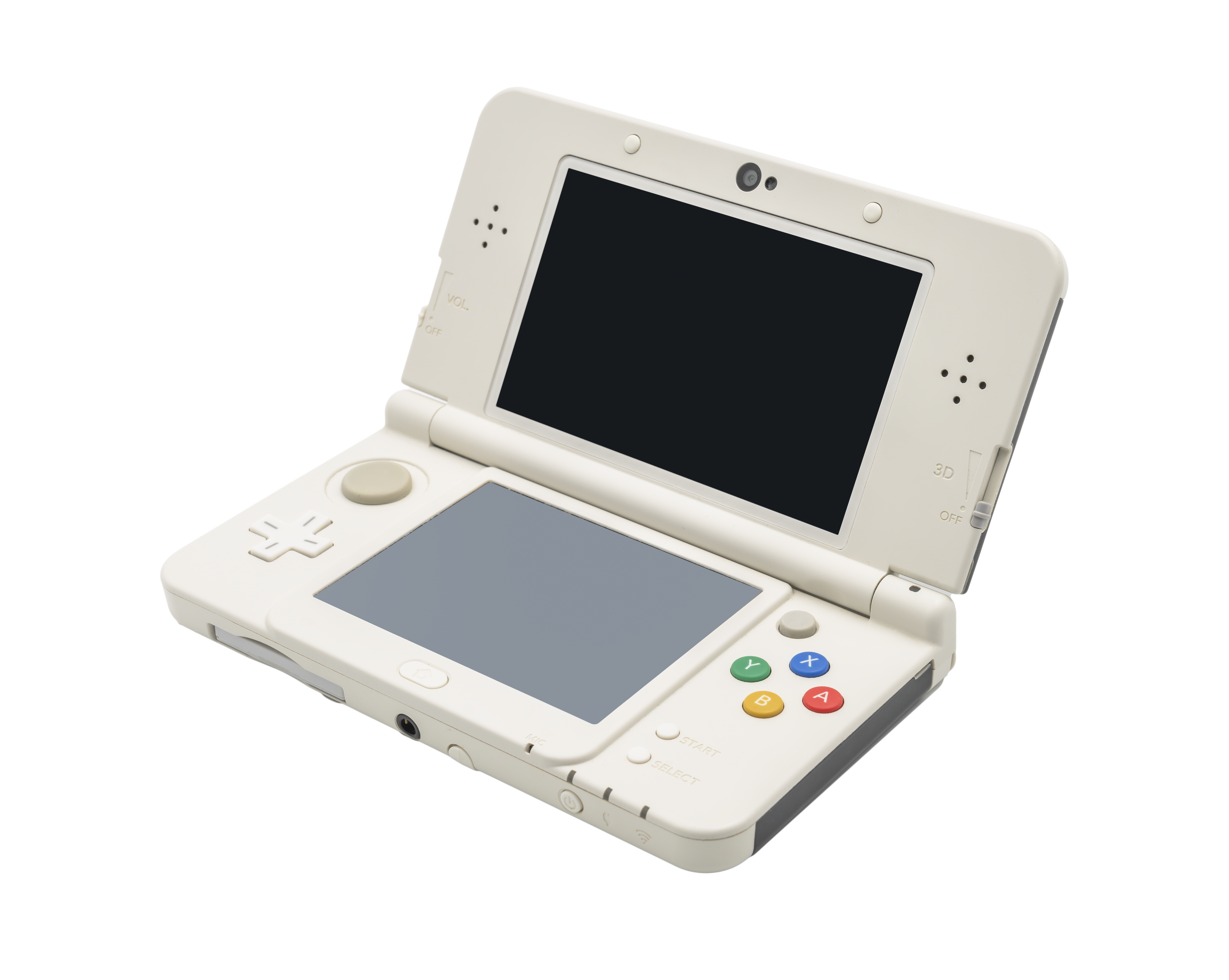
Wersja New 3DS

Udoskonalona wersja konsoli 3DS została wydana w Japonii 11 października 2014 roku oraz w Australii i Nowej Zelandii 21 listopada 2014. Premiera w USA i Europie odbyła się 13 lutego 2015. Do konsoli dodano triggery ZL i ZR, drugą gałkę analogową inspirowaną C-Stick z konsoli GameCube, wprowadzono możliwość wymiany paneli na górze i dole obudowy, zmieniono procesor na nowszy i wydajniejszy, zwiększono pamięć operacyjną z 128 MB FCRAM do 256 MB FCRAM, a także 6 MB VRAM podniesiono do 10 MB VRAM, dodano port NFC umożliwiający odbieranie wiadomości z figurek „amiibo” produkcji Nintendo, a tryb 3D stał się widoczny pod większymi kątami, dzięki technologii śledzenia głowy gracza. 

#### New Nintendo 3DS XL

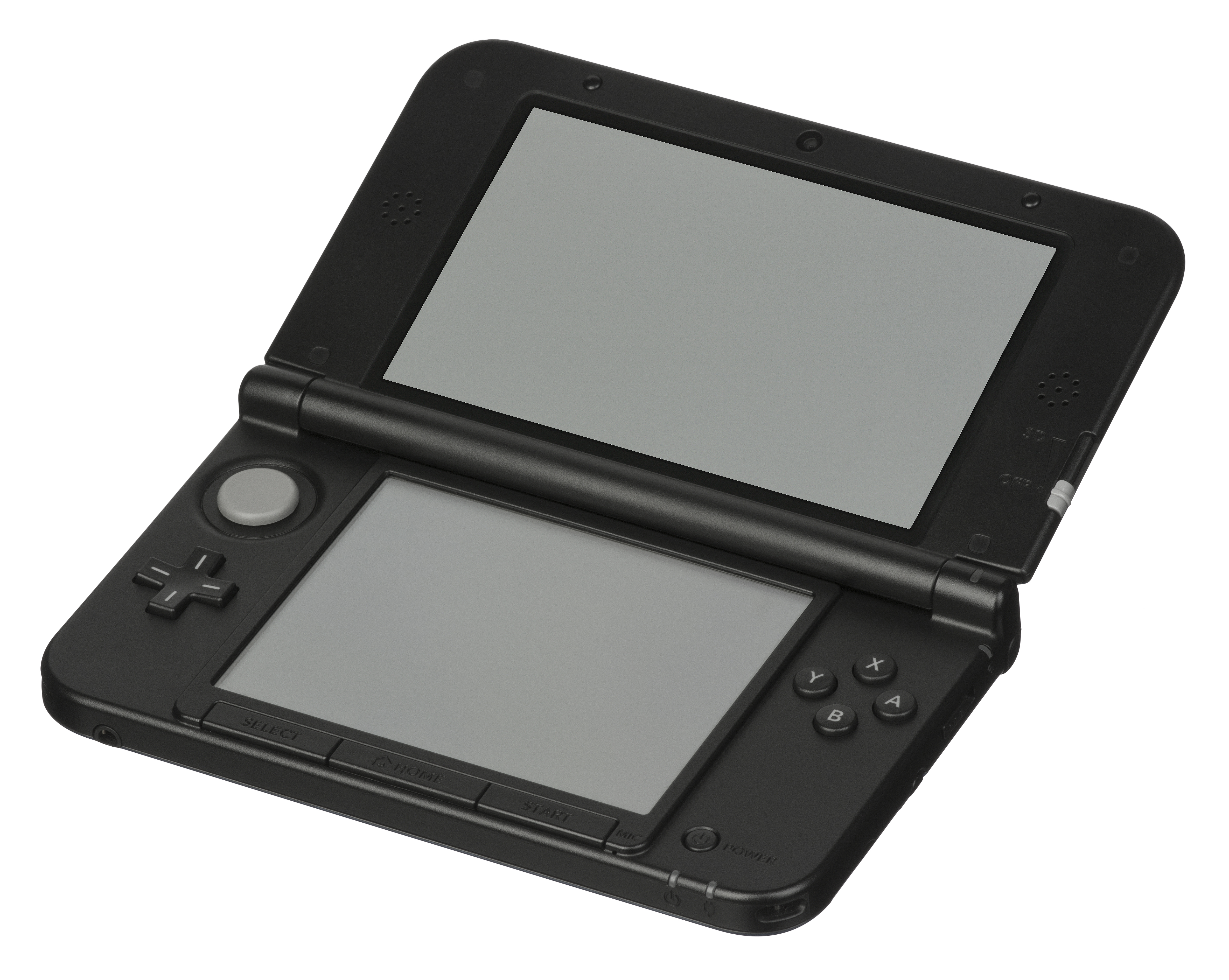
Wersja New XL

Powiększony wariant konsoli. Wyposażony w ekran o przekątnej 4,88".

#### New Nintendo 2DS XL

Wersja New 2DS XL

Tańsza wersja konsoli pozbawiona wsparcia dla 3D.